# Déchet médical

Symbole du risque infectieux, qui peut être apposé sur les contenants de certains déchets médicaux présentant ce type de risque.

Les déchets médicaux représentent les déchets issus des activités de soin prodiguées dans différentes structures médicalisées, notamment dans les structures hospitalières. Comme les déchets vétérinaires qui leur sont parfois assimilés, pour des raisons de biosécurité et de d'hygiène et de santé publique, le suivi de leur production, transport, gestion et élimination nécessite des précautions écologiques et sanitaires actuelles. Ils sont soumis à des réglementations spécifiques.

## Nature et classification

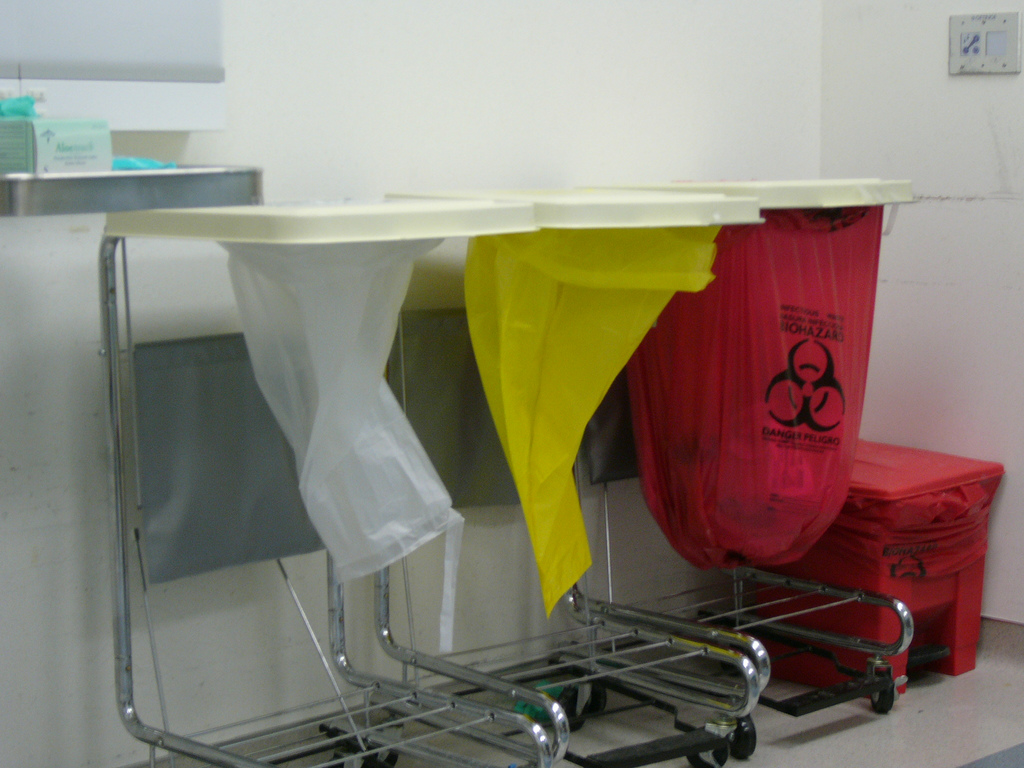
Système de tri des déchets médicaux dans un hôpital en fonction de leur dangerosité

Les déchets médicaux désignent d'une manière générale les déchets issus d'une activité de soin à l'hôpital, dans des structures médicalisées ou de recherche, ou encore qui sont produits lors de la réalisation de campagnes de santé publique, telles que des campagnes de vaccination.
Ils sont souvent classés en deux catégories principales, selon leur degré de dangerosité : d'une part, les déchets médicaux assimilables aux déchets ménagers (comme les emballages), sans risque direct pour la santé des personnes ou pour l'environnement qui représentent environ 80 % de la production totale et d'autre part, les déchets médicaux présentant un risque infectieux ou sanitaire pour les 20 % restants.
Les déchets médicaux à risque sont répertoriés en fonction de leurs provenances,.
- Les déchets liés aux actes de soin représentant les dispositifs médicaux usagés, comme des compresses, des seringues et comprenant les objets tranchants ou piquants, comme les aiguilles ou les bistouris. Les objets piquants et tranchants représentent 1 % du total du volume des déchets médicaux.
- Les déchets d'origine humaine, comme les liquides et matières biologiques, tels que l'urine, le sang, des pièces anatomiques issues de l'activité de chirurgie, des cadavres d'animaux de laboratoire utilisés dans la recherche médicale. Ces derniers représentent 15 % du total des déchets médicaux.
- Les éléments ordinairement inertes contaminés par un agent infectieux ou radioactif.
- Certaines molécules médicamenteuses comme les produits chimiothérapeutiques cytotoxiques, les dérivés iodés, les antiseptiques, les sérums, les vaccins ou les produits médicamenteux périmés. Les déchets médicamenteux représentent 3 % du volume des déchets et les substances cytotoxiques 1 %.
- Les produits comme les réactifs de laboratoire contenant des formaldéhydes ou des benzènes, de même que les réactifs utilisés en radiologie pour le développement des photographies, les métaux lourds, comme le plomb, ou encore certains gaz sont ici considérés comme des déchets médicaux.

### En France
En France, le vocable déchets d'activités de soins à risques infectieux et assimilés (ou DASRI) regroupe trois catégories de déchets : 
- les déchets d'activités de soins des établissements de santé ;
- les déchets médicaux sont des déchets diffus spécifiques, issus de l'exercice libéral médical ou vétérinaire et des laboratoires d'analyses médicales ; produits en quantités faibles et géographiquement dispersée (cabinets de soins, dispensaires, infirmeries, domiciles des malades, laboratoires) ;
- les déchets de soins des ménages, de tests à domicile et des personnes en automédication (diabétiques, insuffisants rénaux, insuffisants respiratoires, porteurs de micro-organismes).

Un décret no 97-1048 considère comme DASRI les déchets de soins qui :
- soit « présentent un risque infectieux du fait qu'ils contiennent des microorganismes viables ou leurs toxines, dont on sait ou dont on a de bonnes raisons de croire qu'en raison de leur nature, de leur quantité ou de leur métabolisme, ils causent la maladie chez l'homme ou chez d'autres organismes vivants ».
- soit relèvent de l'une des catégories suivantes : 
  - Matériels et matériaux piquants ou coupants destinés à l'abandon, qu'ils aient été ou non en contact avec un produit biologique,
  - Produits sanguins à usage thérapeutique incomplètement utilisés ou arrivés à péremption,
  - Déchets anatomiques humains, correspondant à des fragments humains non aisément identifiables (Entreposage et contrôle de l'élimination réglementé en France par l'Arrêté du 14 octobre 2011 [3]).

Ces déchets sont alors aussi considérés comme des déchets dangereux. La Loi Grenelle II prévoit que les déchets médicaux dangereux produits à domicile (seringues, etc) produits à domicile soient gratuitement récupérés par les officines de pharmacie.

## Production et gisement

### Au niveau mondial
Au niveau mondial, la production annuelle des déchets médicaux en 1995 représentait de 1,1 à 12 kg par personne dans les pays industrialisés, de 0,8 à 6 kg par personne dans les pays émergents ou en développement et de 0,5 à 3 kg par personne dans les pays les moins avancés.

Total de la production des volumes de déchets médicaux en kg par lit par région établi en 1997 selon des données de l'OMS
7-10
3-6
3
1.8-2.5
1.4-2
1.3-3

Selon le rapport de l'OMS Safe Management of Wastes from Health-Care Activities, la production par lit de soin par pays classe l'Amérique du Nord en première position, représentant un taux de production de 7 à 10 kg par lit de soin. Celle en Europe de l'Ouest et en Amérique latine avoisine de 3 à 6 kg par lit de soin. Celle de l'Asie de l'Est, de l'Europe de l'Est ou du Moyen-Orient représente quant à elle de 1,3 à 4 kg par lit de soin.

### En France
Selon l'Ademe, une seule des catégories est bien connue, c'est celle des déchets d'activités de soins à risques infectieux des établissements de santé (145 000 tonnes en 2001 selon les plans régionaux et une enquête téléphonique auprès des DRASS et DDASS. On estime grossièrement que 5 000 à 10 000 tonnes de déchets médicaux diffus sont produits par l'activité libérale. Le gisement des déchets de soins des ménages n'a jamais été évalué.
Il y aurait donc au moins 155 000 tonnes par an de déchets d'activités de soins à risques infectieux produites en 2001, déchets diffus non compris.

### Origines
Les déchets médicaux sont en grande partie produits par les structures de soin direct, notamment par les centres hospitaliers universitaires, les hôpitaux périphériques, les cliniques ou les dispensaires de soins externes. À titre d'exemple, la production quotidienne de déchets médicaux en 1993 représentait de 0,2 à 8,7 kg par lit, selon la taille de la structure ou de l'activité de soin désignée.
Les activités de soin les plus génératrices de déchets médicaux infectieux sont les unités d'urgence (hospitalières ou mobiles), les unités de chirurgie et d'obstétrique, les centres de dialyse, les établissements de collecte de sang et les unités de long-séjour.
Par ailleurs, les établissements en relation avec le domaine de la santé comme les laboratoires d'analyse médicale, les laboratoires de recherche, les industries biomédicales ou encore les morgues sont classés parmi les producteurs importants de déchets médicaux.

## Risques associés aux déchets médicaux

### En matière de santé publique
La gestion des déchets à risque d'origine médicale s'adresse en premier lieu aux professionnels de la santé, aux personnels de maintenance, ou aux techniciens évoluant dans les structures de soins ou de soin à domicile (infirmière...). Elle concernent également les personnes soignées dans les structures et in extenso, n'importe quelle personne pouvant être en contact avec ces déchets.
Les risques inhérents à ces déchets sont fonction de leurs natures.
On distingues deux grands types de risques (cumulables) :
- Risques biologiques : il correspond au risques de contamination par des germes pathogènes ou des prions, pouvant conduire à une infection (nosocomiale, éventuellement) ou contamination. Certains déchets médicaux sont en effet vecteurs de virus, champignons ou bactéries susceptibles d'être sources de contamination inter-humaine ou zoonotique (ex : virus du sida, de l'hépatite B et C) ; c'est le cas des dispositifs médicaux souillés par des liquides biologiques (urines, matière fécale, sang, vomissures...) ou des objets piquants et tranchants potentiellement contaminés usagés, ces derniers présentant par ailleurs le risque de blessure majorant le risque d'une contamination. Une élimination non appropriée des dispositifs médicaux à usage unique, comme les aiguilles ou les seringues, peut entraîner le risque de recycler le dispositif pour réemballage et réutilisation, provoquant le risque de contamination si le matériel était déstérilisé ou souillé[11]. Certains déchets médicaux sont perturbateurs endocriniens. 
 En 1992, en France, huit cas d'accidents d'exposition aux virus liés à des déchets médicaux infectieux ont été recensés[12]. Ces expositions concernaient une contamination avérée par le virus du sida. Aux États-Unis, le CDC a recensé une prévalence de trente neuf cas similaires en 1994, et de cinquante et un cas en 1996.
- Risques physicochimiques : ils concernent les déchets toxiques, écotoxiques, radioactifs... qui peuvent  causer des brûlures, des coupures, des irritations, un empoisonnement ou encore des dérèglements physiologiques. 
Une problématique de contamination radioactive peut se poser en cas de non-traitement de déchets médicaux radioactifs. En 1987, à Goiânia, ville du Brésil, des déchets de poudre de césium (césium 137 utilisé en traitement de radiothérapie) provenant d'une clinique privée fermée contaminent la population locale provoquant l'irradiation d'environ 240 personnes, dont 4 décès par syndrome d'irradiation aiguë[13].

### En matière de pollution environnementale
Le non-traitement des sources radioactives à usage médical (utilisées par exemple dans l'imagerie médicale) peut poser une problématique en matière de pollution radioactive. La plupart des sources radioactives employées pour les dispositifs médicaux sont réputées être à courtes durées de vie, c'est-à-dire que leur radioactivité disparaît rapidement. Une contamination locale peut se produire.
De même pour certains biocides contenant des molécules peu dégradables ou non dégradables.
Le rejet dans les égouts, dans la nature et même l'enfouissement des déchets de soins dans des zones non-contrôlées peuvent être source de contamination de l'eau destinée à la consommation, de sols ou du réseau trophique, ou contribuer à accroitre l'antibiorésistance.

L'incinération de certains de ces déchets peut provoquer l'émanation de particules de dioxine, de furane.
D'autres composés toxiques peuvent s'avérer contaminant pour l'environnement, comme le mercure, métal volatil à température ambiante et très toxique quand il est méthyle (méthyl-mercure).

### Aspects culturels et cas particuliers
Les parties de corps humains issues de la circoncision ou de l'accouchement peuvent dans certaines sociétés avoir une importance religieuse et culturelle nécessitant qu'ils ne soient pas considérés comme des déchets médicaux, c'est par exemple le cas du cordon ombilical desséché et du placenta humain (considéré comme une sorte de double du fœtus) en Polynésie française, qui traditionnellement est encore enterré par la famille après l'accouchement, dans la cour ou le jardin de la maison, sous un nouvel arbuste ou près de celui-ci (arbre fruitier selon la tradition). Cette tradition est perturbée par le développement des accouchement dans les maternités, souvent loin de l'île du domicile ; « Les mères venues des îles lointaines doivent demander à la sage-femme de congeler le placenta qu'elles emporteront parfois quelques semaines plus tard, dans une glacière ou dans le "fret congélateur" d'un navire. Dans ces conditions, il est probable que beaucoup préféreront y renoncer ».
Concernant les déchets vétérinaires, la plupart de animaux qui accouchent mangent le placenta de leurs petits, ce qui leur permet aussi de récupérer du fer, des protéines et des sels minéraux.

## Gestion et traitement
L'Organisation mondiale de la santé recommande le traitement des déchets médicaux par incinération à 800 °C.
En 2007 une note de l'OMS précise qu'il n'existe pas d'options peu couteuses et sans conséquence sur l'environnement pour éliminer en sécurité les déchets infectieux. Un cas particulier est celui des situations exceptionnelles, de crise, de guerre, de camps de réfugiés, etc.
Toutefois, des alternatives plus récentes et écologiques ont émergé, notamment le traitement des déchets infectieux par une stérilisation 100 % électrique. Cette méthode repose sur un procédé de broyage et d'une élévation de la température par micro-ondes, qui permet de désinfecter les déchets médicaux sans combustion, ni émission directe de polluants atmosphériques. Cette technologie, considérée comme une solution durable, réduit l’empreinte carbone du traitement des déchets et est particulièrement adaptée aux établissements de santé cherchant à limiter leur impact environnemental.